# 永福南站
永福南站，位于中华人民共和国广西壮族自治区桂林市永福县永福镇，是衡柳铁路上的高铁站，于2013年12月28日启用营运，由南宁局集团管辖。上行方向距桂林站44KM，下行方向距鹿寨北站55KM。在该站乘车可直达南宁，重庆，成都，西安等地。

## 歷史
- 2013年12月28日通车启用。
- 2021年1月19日起，启用“铁路e卡通”进出站功能。[3]

## 車站周邊
- 永福县环保局
- 永福镇政府
- 永福县法院
- 永福县消费者权益保护委员会
- 永福县工商局
- 泉南高速公路
- 中国石油桂永加油站
- 广西永福农村银行
- 福旺角宾馆
- 永福县人民医院
- 金利源商务宾馆
- 永福站
- 永福汽车客运站

## 外部連結
- 中国铁路客户服务中心 （页面存档备份，存于）